# Dobřenští z Dobřenic
Dobřenští z Dobřenic (také Dobrzenští z Dobrzenicz nebo poněmčele Dobržensky z Dobrženitz) jsou starý český vladycký rod pocházející z Dobřenic, obce ležící asi 15 km jihozápadně od Hradce Králové.

## Historie

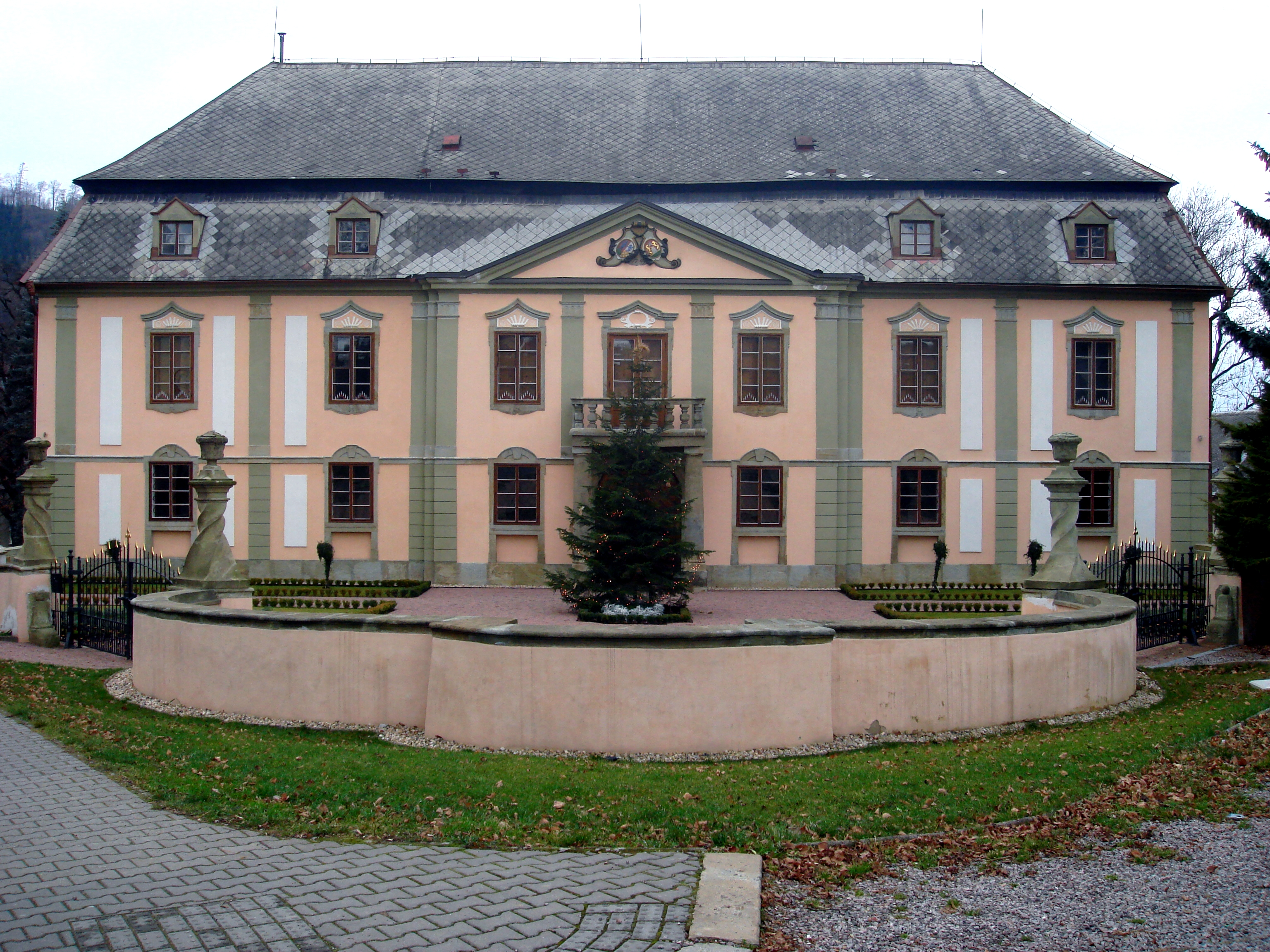
Zámek Potštejn

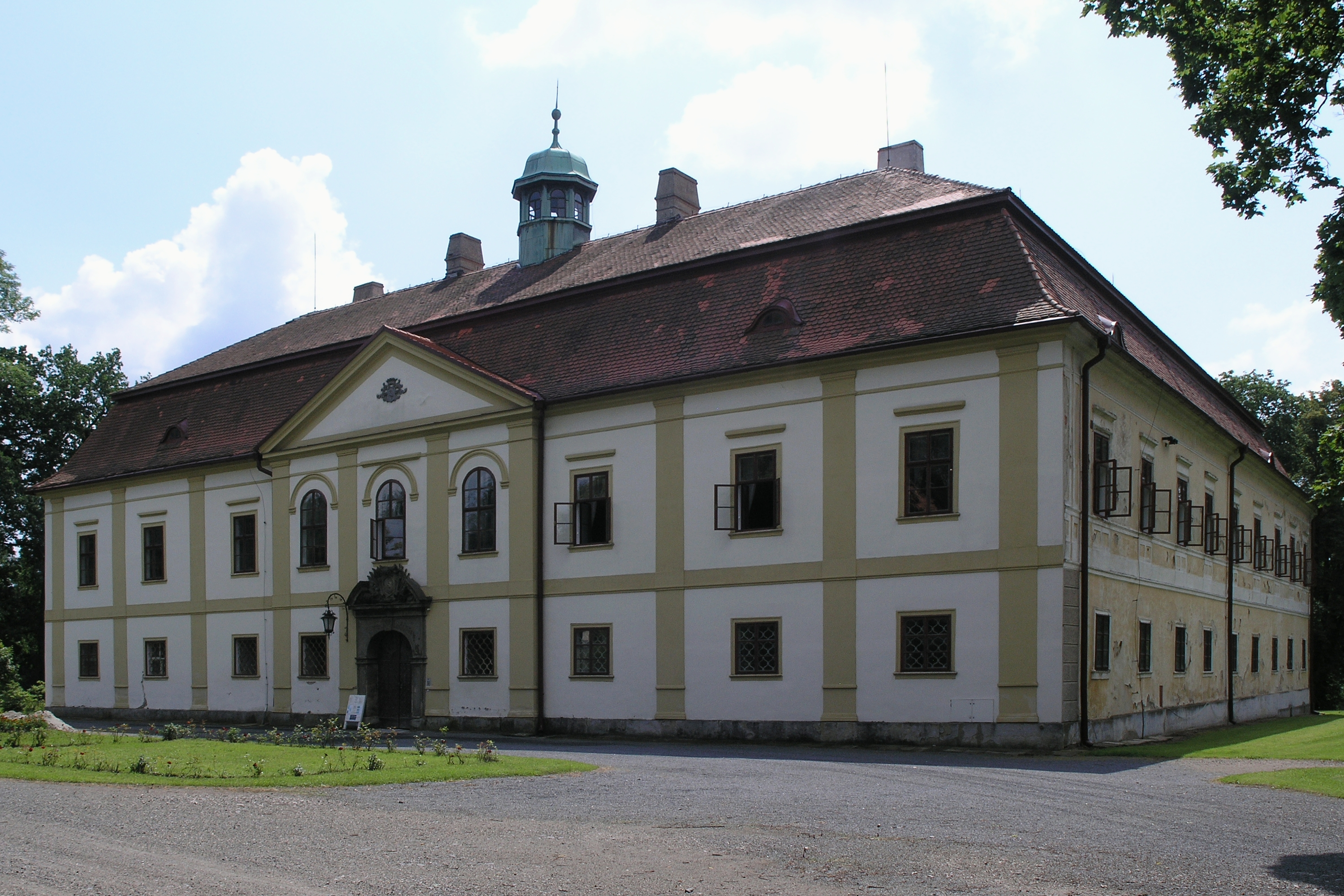
Zámek Chotěboř

První zmínky o členech rodu pocházejí ze 14. století a objevuje se v nich Jan, vlastník Dobřenic a Kratonoh, který vešel ve známost jako dobrý hospodář a chovatel koní.[zdroj?] První doložená zmínka se váže k roku 1339, kdy jako svědci vystupují Zdeněk a Bohuněk z Dobřenic. V letech 1353–1370 je připomínán Syptihněv z Kosic. Jeho syn Hroch z Kosic se stal plebánem v Dobřenicích a psal se pak z Dobřenic.
V 15. století se Dobřenští rozčlenili na čtyři linie, které se v průběhu let buď dále dělily nebo zanikly. Řada příslušníků rodu si vybrala vojenskou kariéru či pracovala ve státních službách, někteří působili jako krajští hejtmané. V 17. století povýšili do panského stavu,[zdroj?] roku 1906 dokonce do hraběcího.
Jan Oldřich (1623–po 1691) působil jako diplomat, pracoval pro braniborského kurfiřta a vyjednával braniborsko-švédskou smlouvu. Jeho syn Bohuslav Bedřich († asi 1707) velel vojsku táhnoucímu na pomoc obležené Vídni roku 1683 a byl povýšen do panského stavu, avšak po jeho smrti, když nezanechal potomků, jeho větev vymřela. V roce 1781 pořádal hradecký hejtman Václav Petr Dobřenský (1710–1783) v Dobřenicích oslavu tisícileté historie svého rodu, když uvěřil omylu z Hájkovy Kroniky české z roku 1541, ve které kronikář tvrdil, že rod pochází z roku 781.
Antonín Dobřenský (1807–1869) se stal rakouským generálem a podmaršálkem.
Ve 20. století se roku 1908 vdala Alžběta Dobřenská za Pedra de Alcântara, prince Orleánsko-Braganzského. 26. února 1912 jako jedni ze 64 hraběcích rodů získali Dobřenští dědičné místo v Panské sněmovně, horní komoře Říšské radě Rakouského císařství. V letech 1938 a 1939 se rod Dobřenských přihlásil k Deklaracím české šlechty na obranu československého státu a českého národa.

## Panství
Dobřenické panství patřilo rodu Dobřenských až do roku 1862. Na místě bývalé tvrze tu byl v roce 1693 postaven barokní zámek, který byl v roce 1775 za selského povstání vypálen (v roce 1865 pak byl dobřenický zámek už novými majiteli přestavěn v novoklasicistním stylu).
Kromě rodinných statků Dobřenští získali v 19. století i panství Chotěboř, Plandry a Potštejn. Před první světovou válkou sloužil jejich zámek v Potštejně jako kulturní centrum, které navštívili mj. např. Rainer Maria Rilke nebo Karl Kraus.
Po druhé světové válce byla rodina roku 1948 vyvlastněna. Po pádu komunismu získala rodina roku 1992 zpět v restitucích pozemky a zámek Chotěboř. Někteří členové rodu se sem přestěhovali zpět.

## Někteří členové rodu

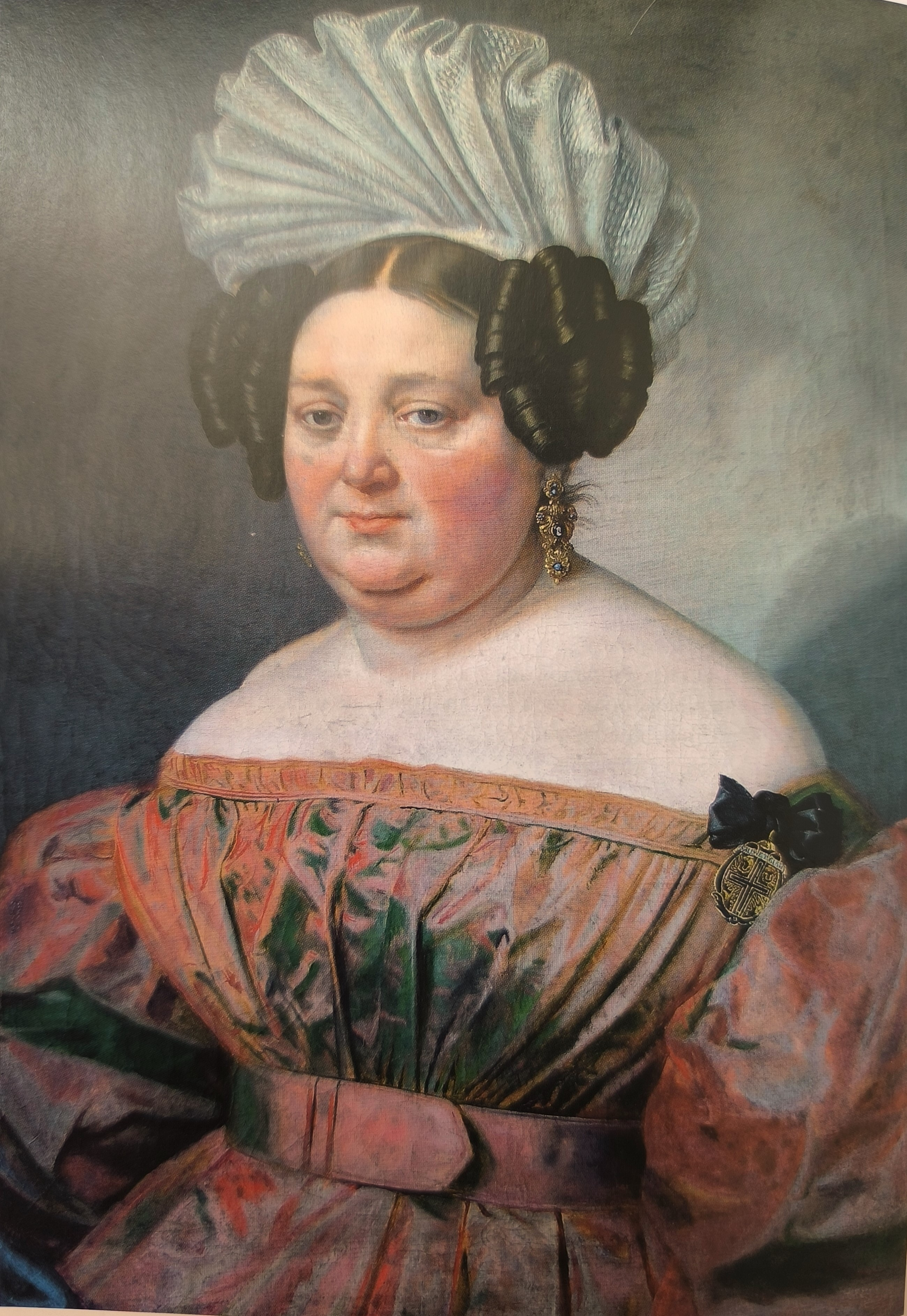
Marie Anna Dobřenská z Dobřenic, portrét Antonín Machek

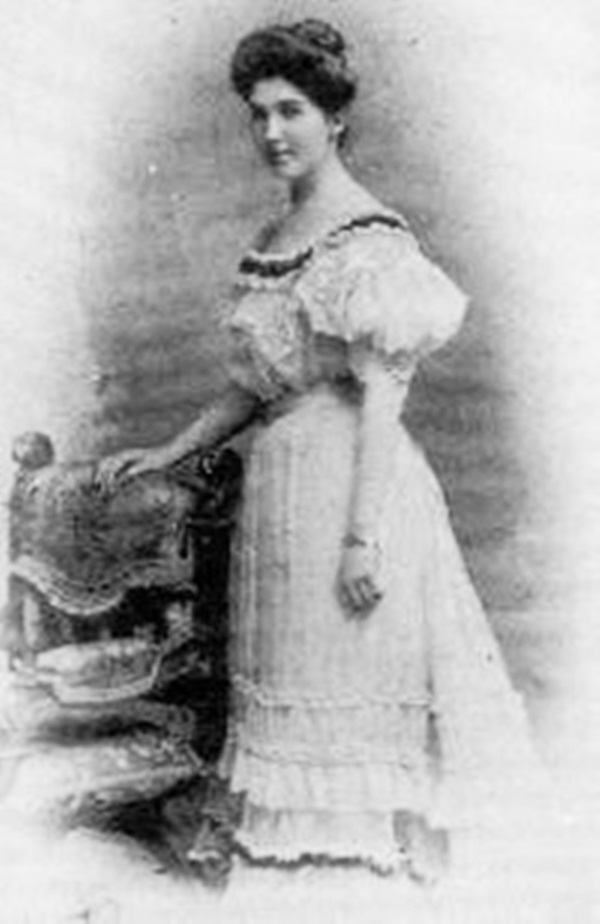
Hraběnka Alžběta Dobřenská z Dobřenic (1875–1951)

- Bohuněk Dobrzenský z Dobrzenic (1472–1517), zakladatel barchovské větve
- Jindřich Kunata Dobrzenský z Dobrzenic (po 1566–1619), hejtman chrudimského kraje
- Karel Kunata Dobrzenský z Dobrzenic (1613–1647), hejtman chrudimského kraje, přestoupil na katolickou víru, od Kinských získal pro rod zpět Dobřenice, zemřel násilnou smrtí u Starých Čívic
- Karel Ferdinand Dobrzenský z Dobrzenic (1671–1728), hejtman hradeckého kraje
- Václav Petr Dobrzenský (1710–1783), v roce 1744 povýšen do panského stavu, organizátor oslavy údajného tisíciletého trvání rodu v roce 1781
- František Karel (1713–1755), v roce 1744 povýšen s bratry do panského stavu
- Jan Josef I. Dobřenský, (1721–1796) také Jan Nepomuk Josef Dobřenský, od roku 1744 svobodný pán, jeho synové založili linii chotěbořskou  a potštejnskou
- Jan Václav I. Dobrzenský z Dobrzenic (1779–1843), zakladatel chotěbořské větve
- Prokop Dobrzenský z Dobrzenic (1783–1815) zakladatel potštejnské linie
- Marie Anna Dobrzenská z Dobrzenic, rozená Perglerová z Perglasu (1785–1847 Dobřenice), manželka Jana Václava I. Dobrzenského, matka devíti dětí a členka Řádu hvězdového kříže[7]
- Michal Václav Dobrzenský z Dobrzenic (1805–1877), v mládí vynikající houslista, velitel 1. zeměbranskéh batalionu pěšího pluku, vynálezce, prodal Dobřenice
- Antonín Dobřenský z Dobřenic (21. března 1807 – 30. srpna 1869), důstojník, 2. října 1858 dosáhl hodnosti c. k. generálmajora, 20. července 1865 byl penzionován jako c. k. polní podmaršálek[8]
- Jan Josef II. Dobřenský (1812–1869), sňatkem s Marií Vančurovou z Řehnic (1814–1847) získal chotěbořské panství
- Jan Václav II. Dobřenský (1841–1919), voják, politik a genealog, c. k. komoří a tajný rada, člen rakouské Panské sněmovny, 1906 povýšen do rakouského hraběcího stavu
- Anna Alžběta Dobřenská z Dobřenic (1852–1913), vdaná za Bedřicha Viléma z Ysenburgu a Büdingenu
- Jan Antonín Dobřenský (1854–1900), politik, poslanec Říšské rady
- Jiří Václav Dobrzenský z Dobrzenic (1857–1882), rakouský atašé v Madridu
- Jan Josef III. Dobrzenský (1870–1947), také Jan Dobřenský ml., syn Jana Václava (* 1841), politik a poslanec, signatář Národnostního prohlášení české šlechty v září 1939
- Otakar Dobřenský (1871–1952), rovněž syn Jana Václava (* 1841) a signatář Národnostního prohlášení české šlechty v září 1939
- Alžběta hraběnka Dobřenská z Dobřenic, princezna z Orléans-Bragança (1875–1951), dcera Jana Václava * 1841, provdaná roku 1908 za prince Petra de Alcantara d’Orléans-Bragança (1875–1940), hlavu portugalského královského rodu a brazilského císařského rodu Orléans-Braganza
- Antonín Jindřich Dobrzenský z Dobrzenic (1889–1915), povýšen do hraběcího stavu, padl za první světové válce v Polsku
- Jindřich Dobřenský (1892–1945), synovec Jana (* 1870), jako zástupce rodu se účastnil všech tří Deklarací české šlechty v letech 1938 a 1939
- Jan Maxmilián Dobřenský (1911–1996), také Jan Nepomuk, syn Jana (* 1870), signatář Národnostního prohlášení české šlechty v září 1939, po Únoru 1948 mu byl zkonfiskován zámek v Chotěboři, po roce 1989 ho zrestituoval
- František Dobrzenský (1915–1978), synovec Jindřicha (* 1892), sběratel zbraní (jeho sbírka je v jihlavském muzeu). Byl rovněž signatářem Národnostního prohlášení české šlechty v září 1939, poslední majitel Potštejna, v roce 1948 odešel s rodinou do Švýcarska. Zemřel při automobilových závodech ve švýcarské Asconě[4]
- Jan Josef Dobrzenský (* 1946), také Jan Josef IV. Dobřenský, 50. velmistr Řádu svatého Lazara[9]

## Erb
V původním znaku se nacházel čáp, údajně podle pověsti, ve které předek rodu byl v tureckém zajetí a čáp, jenž v létě létal do jeho domova, mu pomohl k návratu zpět. Po povýšení do panského stavu přidali čápa v modrém poli.

## Příbuzenstvo

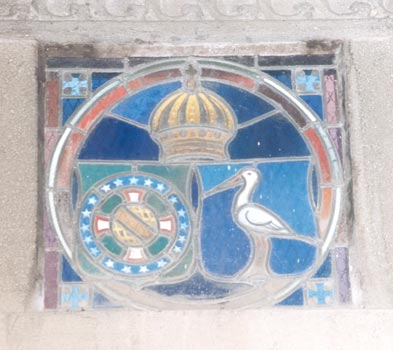
Detail vitráže katedrály v Petrópolis, vyjadřující svazek brazilské císařské rodiny s rodem Dobřenských, vzniklý sňatkem Petra Alcântary, prince z Grão-Pará, a Alžběty Dobřenské z Dobřenic

Sňatky se spojili s Haugvici, Dohalskými, Chamaré, Pachty z Rájova, pány z Bubna a Litic.